# Filippo Longo
Filippo Longo (Rionero in Vulture, 8 luglio 1870 – Napoli, 2 gennaio 1937) è stato un avvocato e politico italiano.
Si trasferì a Napoli per frequentare la facoltà di giurisprudenza all'Università partenopea e, dopo la laurea, insegnò diritto civile negli atenei di Catania, Bologna ed infine Napoli. Venne eletto parlamentare per la XXIII e XXIV legislatura e fu autore di alcune opere giuridiche.

## Opere
- L'azione contro il fictus possessor nel diritto civile romano ed italiano, (1892)
- Del caso fortuito e del rischio e pericolo in materia di obbligazioni (1893)
- Della surrogazione reale nel diritto civile italiano (1897)